# Национальный биографический словарь
Национальный биографический словарь (англ. Dictionary of National Biography, DNB) — стандартное справочное пособие по известным деятелям британской истории, публикуемое с 1885 года. Обновленный Оксфордский национальный биографический словарь (англ. Oxford Dictionary of National Biography, ODNB) был опубликован 23 сентября 2004 года в 60 томах, а также в Интернете, с 50 113 биографическими статьями, охватывающими 54 922 биографии.

## Первая серия
Надеясь повторить успех национальных биографических сборников, изданных в других странах Европы, таких, как Allgemeine Deutsche Biographie (1875), в 1882 году издатель Джордж Смит (1824—1901) из Смит, Элдер и Ко запланировал издание универсального словаря, который включал бы в себя биографии людей по всему миру. Он предложил Лесли Стивену, в то время редактору принадлежащего Смиту журнала Cornhill Magazine, стать главным редактором справочника. Стивен убедил Смита, что работа должна быть сосредоточена только на личностях из Соединенного Королевства и его нынешних и бывших колоний. Раннее рабочее название было Biographia Britannica, повторяя название более раннего справочного издания восемнадцатого века.
Первый том «Национального биографического словаря» вышел 1 января 1885 года. В мае 1891 года Лесли Стивен подал в отставку, а Сидни Ли, который был его помощником с самого начала проекта, сменил его на посту главным редактора. Под руководством Стивена и Ли работала специальная команда редакторов и исследователей, сочетающая таланты журналистов-ветеранов и молодых ученых, которые учились писать словарные статьи в то время, когда аспирантура по историческим исследованиям в британских университетах ещё находилась в младенчестве. Хотя большая часть словаря была написана собственными силами, DNB также опирался на силы сторонних авторов, среди которых было несколько известных писателей и ученых конца девятнадцатого века. К 1900 году более 700 человек внесли свой вклад в работу. Новые тома появлялись ежеквартально, точно по графику, до середины лета 1900 года, когда серия завершилась на 63-м томе.

## Дополнения и исправления

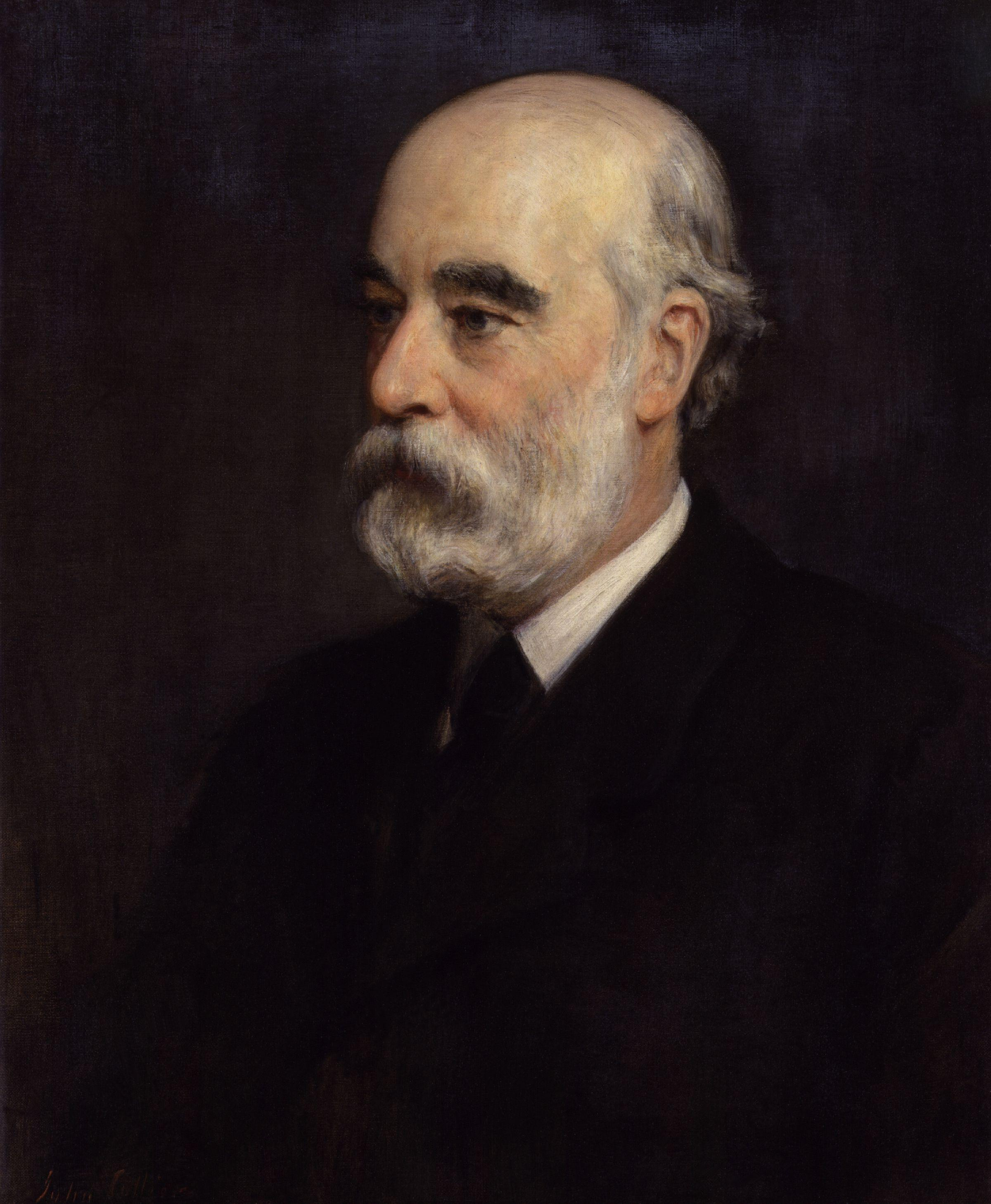
Джордж Мюррей Смит задумал DNB, субсидировал его и увидел в печати, прежде чем умер в 1901 году.

Поскольку словарь включал только биографии умерших людей, DNB вскоре был расширен за счет выпуска трех дополнительных томов, охватывающих личности, которые умерли между 1885 и 1900 годами или которые были упущены из виду в первоначальном издании. Дополнения довели словарь до смерти королевы Виктории 22 января 1901 года. Были внесены различные исправления.
После издания тома с исправлением ошибок в 1904 году словарь был переиздан с небольшими изменениями в 22 томах в 1908 и 1909 годах; в подзаголовке говорилось, что он освещал британскую историю «с самых ранних времён до 1900 года». Как сказано в одиннадцатом издании Encyclopædia Britannica, словарь «оказался неоценимым помощником в освещении частных летописей британцев», представляя собой не только краткое жизнеописание известных умерших, но и дополнительные списки источников, которые были неоценимы для исследователи в период, когда лишь несколько библиотек и коллекций рукописей публиковали каталоги или указатели, а выпуск указателей на периодическую литературу только начинался. На протяжении всего двадцатого столетия были опубликованы дополнительные тома, посвящённые недавно умершим, как правило, с разбивкой по десятилетиям, начиная с 1912 года, с дополнением, отредактированным Ли, которое охватывало тех, кто умер между 1901 и 1911 годами. В 1917 году словарь стал издаваться в издательстве Оксфордского университета. До 1996 года издательство Оксфордского университета продолжало добавлять статьи об умерших в двадцатом веке.
Дополнения, опубликованные между 1912 и 1996 годами, добавили около 6000 биографий людей, которые умерли в двадцатом веке, к 29 120 статьям в 63 томах первоначального DNB. В 1993 году был опубликован том, содержащий недостающие биографии; в нём было 1000 биографий, отобранных из более чем 100 000 предложенных. Однако в этом издании не делалось попытки заменить какие-либо уже существующие статьи, даже если оригинальная работа была написана с точки зрения викторианской эпохи и устарела из-за изменений в исторических оценках и открытия новой информации в течение двадцатого века. Из-за этого словарь становился все менее и менее полезным в качестве справочного материала.
В 1966 году Лондонский университет опубликовал том исправлений, собранных из данных Вестника Института исторических исследований.

## Краткий словарь
Существовали различные версии Краткого национального биографического словаря, который охватывал все биографии из основной работы, но с куда более короткими статьями; в некоторых были только две строчки. Последнее издание в трех томах охватывало всех умерших до 1986 года.

## Оксфордский национальный биографический словарь

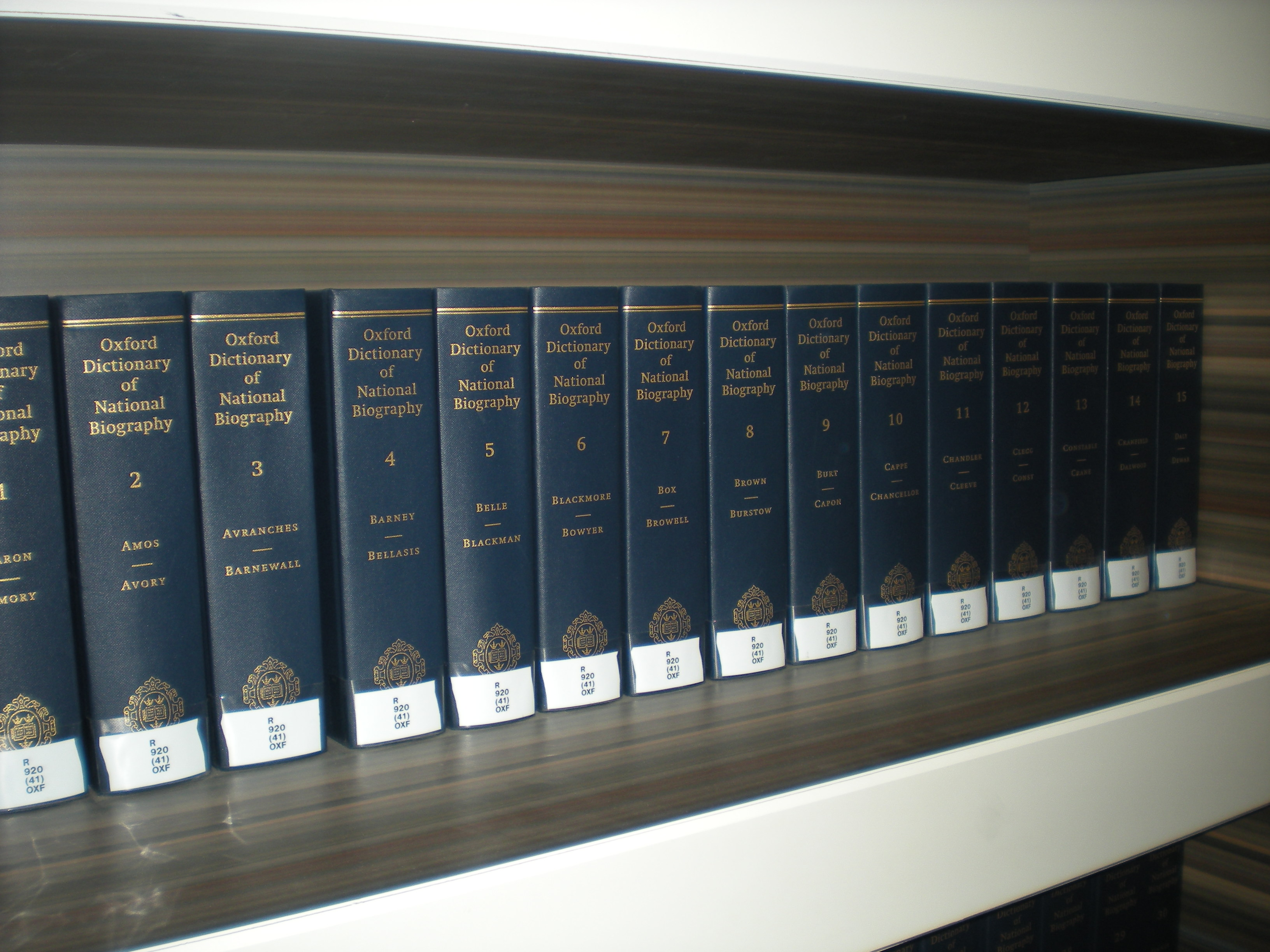
Тома Оксфордского национального биографического словаря

В начале 1990-х годов издательство Оксфордского университета взяло на себя обязательства по капитальной переработке DNB. Работа над тем, что было известно до 2001 года как Новый национальный биографический словарь, или Новый DNB, началась в 1992 году под редакцией Колина Мэтью, профессора современной истории в Оксфордском университете. Мэтью решил, что никакие статьи из старого словаря не будут исключены, какими бы незначительными они ни казались для человека конца двадцатого века; что небольшая часть коротких статей из первоначального словаря останется в новой версии в переработанной форме, но большинство будет переписано; и что будет добавлено приблизительно 14 000 новых статей. Предложения по новым статьям запрашивались с помощью вопросников, размещенных в библиотеках и университетах, и в течение 1990-х годов они оценивались редактором, 12 внешними консультантами-редакторами и несколькими сотнями младших редакторов и штатных сотрудников. Оцифровка DNB была выполнена компанией Alliance Photosetting Company в Пондичерри, Индия.
Новый словарь должен был охватывать британскую историю «в широком смысле» (включая, например, статьи из Римской Британии, Соединенных Штатов Америки до её независимости и из бывших колоний Великобритании, при условии, что они были функционально частью Империи, а не «культурой коренных народов», как указано во введении), вплоть до 31 декабря 2000 года. Исследовательский проект задумывался как совместный, при этом штат сотрудников координировал работу почти 10 000 участников на международном уровне. Подход оставался избирательным — не было, например, намерения включить всех членов парламента, но предпринимались попытки включить значительных, влиятельных или скандально известных деятелей из всего спектра жизни Британии и её бывших колоний, иногда жертвуя решениями редакторов конца девятнадцатого редакторы века в пользу интересов исследователей конца двадцатого века в надежде на то, что «две эпохи в сотрудничестве смогут создать нечто более полезное для будущего, чем каждая из них сама по себе», но признавая также, что окончательного правильного выбора невозможно достичь.
Преданность Мэтью оцифрованному ODNB включала в себя то, что Кристофер Уоррен назвал «интернационализмом данных». В эссе 1996 года Мэтью предсказал: «Кто может сомневаться в том, что в течение следующего столетия, когда отдельные нации в Европе уступят место Европейскому союзу, национальные справочные работы, по крайней мере, в Европе, сделают то же самое … Компьютеры объединяют каталоги национальных библиотек в один всемирный каталог; уверен, что в течение следующих пятидесяти лет мы увидим постепенное слияние наших разрозненных национальных биографических словарей. Наши пользователи не простят нас, если мы этого не делаем!».
После смерти Мэтью в октябре 1999 года, в январе 2000 года главным редактором стал другой оксфордский историк, профессор Брайан Харрисон. Новый словарь, теперь известный как Оксфордский национальный биографический словарь (или ODNB), был опубликован 23 сентября 2004 года в 60 томах в печатном виде по цене 7500 фунтов стерлингов, и в онлайн-издании для подписчиков. Большинство британцев, имеющих в настоящее время библиотечную карточку, могут бесплатно получить к нему доступ онлайн. В последующие годы печатное издание можно было приобрести по гораздо более низкой цене. На момент публикации в выпуске 2004 года было 50113 биографических статей, охватывающих 54 922 персоны, включая все записи, имевшиеся в старом DNB. (Старые записи DNB по этим темам могут быть доступны отдельно по ссылке на «Архив DNB» — многие из более длинных записей по-прежнему высоко ценятся). В Оксфорде небольшой постоянный персонал обновляет и расширяет онлайн-издание. В октябре 2004 года Харрисона сменил другой оксфордский историк, доктор Лоуренс Голдман. Первое онлайн-обновление было опубликовано 4 января 2005 года, в том числе биографии людей, которые умерли в 2001 году. Последующее обновление, включающее в себя биографии всех периодов, последовало 23 мая 2005 года и ещё одно 6 октября 2005 года. Новые статьи по умершим в 2002 году были добавлены в онлайн-словарь 5 января 2006 года; в дальнейшем новые выпуски выходили в мае и октябре. ODNB также включает в себя несколько новых биографий о людях, которые умерли до того, как DNB был опубликован и которые не были включены в первоначальный DNB, потому что стали известны уже после публикации DNB благодаря работам более поздних историков, например, биография Уильяма Эйра (1634—1675).
Онлайн-версия имеет механизм расширенного поиска, позволяющий осуществлять поиск людей по интересующим областям, религиям и по «Местам, датам, событиям». Для этого используется электронный каталог, который нельзя просмотреть напрямую.
Реакция на новый словарь была в основном положительной, но в течение нескольких месяцев после публикации в некоторых британских газетах и периодических изданиях периодически возникала критика словаря за фактические неточности. Тем не менее, количество критикуемых статей было небольшим — только 23 из 50 113 статей, опубликованных в сентябре 2004 года, что привело к менее чем 100 существенным правкам. Эти и другие запросы, полученные с момента публикации, рассматриваются как часть текущей программы оценки предлагаемых исправлений или дополнений к существующим тематическим статьям, которые после утверждения могут быть включены в онлайн-издание словаря. В 2005 году Американская библиотечная ассоциация наградила Оксфордский национальный биографический словарь своей престижной наградой — Дартмутской медалью. Общий обзор словаря был опубликован в 2007 году.
В октябре 2014 года главным редактором стал сэр Дэвид Кеннедайн.

## Содержание первого издания
| Том | Имена                   | Год публикации | Редактор    |
| --- | ----------------------- | -------------- | ----------- |
| 1   | Abbadie — Anne          | 1885           | Стивен      |
| 2   | Annesley — Baird        | 1885           | Стивен      |
| 3   | Baker — Beadon          | 1885           | Стивен      |
| 4   | Beal — Biber            | 1885           | Стивен      |
| 5   | Bicheno — Bottisham     | 1886           | Стивен      |
| 6   | Bottomley — Browell     | 1886           | Стивен      |
| 7   | Brown — Burthogge       | 1886           | Стивен      |
| 8   | Burton — Cantwell       | 1886           | Стивен      |
| 9   | Canute — Chaloner       | 1887           | Стивен      |
| 10  | Chamber — Clarkson      | 1887           | Стивен      |
| 11  | Clater — Condell        | 1887           | Стивен      |
| 12  | Conder — Craigie        | 1887           | Стивен      |
| 13  | Craik — Damer           | 1888           | Стивен      |
| 14  | Damon — D’Eyncourt      | 1888           | Стивен      |
| 15  | Diamond — Drake         | 1888           | Стивен      |
| 16  | Drant — Edridge         | 1888           | Стивен      |
| 17  | Edward — Erskine        | 1889           | Стивен      |
| 18  | Esdale — Finan          | 1889           | Стивен      |
| 19  | Finch — Forman          | 1889           | Стивен      |
| 20  | Forrest — Garner        | 1889           | Стивен      |
| 21  | Garnett — Gloucester    | 1890           | Стивен      |
| 22  | Glover — Gravet         | 1890           | Стивен и Ли |
| 23  | Gray — Haighton         | 1890           | Стивен и Ли |
| 24  | Hailes — Harriott       | 1890           | Стивен и Ли |
| 25  | Harris — Henry I        | 1891           | Стивен и Ли |
| 26  | Henry II — Hindley      | 1891           | Стивен и Ли |
| 27  | Hindmarsh — Hovenden    | 1891           | Ли          |
| 28  | Howard — Inglethorpe    | 1891           | Ли          |
| 29  | Inglish — John          | 1892           | Ли          |
| 30  | Johnes — Kenneth        | 1892           | Ли          |
| 31  | Kennett — Lambart       | 1892           | Ли          |
| 32  | Lambe — Leigh           | 1892           | Ли          |
| 33  | Leighton — Lluelyn      | 1893           | Ли          |
| 34  | Llywd — MacCartney      | 1893           | Ли          |
| 35  | MacCarwell — Maltby     | 1893           | Ли          |
| 36  | Malthus — Mason         | 1893           | Ли          |
| 37  | Masquerier — Millyng    | 1894           | Ли          |
| 38  | Milman — More           | 1894           | Ли          |
| 39  | Morehead — Myles        | 1894           | Ли          |
| 40  | Myllar — Nicholls       | 1894           | Ли          |
| 41  | Nichols — O’Dugan       | 1895           | Ли          |
| 42  | O’Duinn — Owen          | 1895           | Ли          |
| 43  | Owens — Passelewe       | 1895           | Ли          |
| 44  | Paston — Percy          | 1895           | Ли          |
| 45  | Pereira — Pockrich      | 1896           | Ли          |
| 46  | Pocock — Puckering      | 1896           | Ли          |
| 47  | Puckle — Reidfurd       | 1896           | Ли          |
| 48  | Reilly — Robins         | 1896           | Ли          |
| 49  | Robinson — Russell      | 1897           | Ли          |
| 50  | Russen — Scobell        | 1897           | Ли          |
| 51  | Scoffin — Sheares       | 1897           | Ли          |
| 52  | Shearman — Smirke       | 1897           | Ли          |
| 53  | Smith — Stanger         | 1898           | Ли          |
| 54  | Stanhope — Stovin       | 1898           | Ли          |
| 55  | Stow — Taylor           | 1898           | Ли          |
| 56  | Teach — Tollet          | 1898           | Ли          |
| 57  | Tom — Tytler            | 1899           | Ли          |
| 58  | Ubaldini — Wakefield    | 1899           | Ли          |
| 59  | Wakeman — Watkins       | 1899           | Ли          |
| 60  | Watson — Whewell        | 1899           | Ли          |
| 61  | Whichcord — Williams    | 1900           | Ли          |
| 62  | Williamson — Worden     | 1900           | Ли          |
| 63  | Wordsworth — Zuylestein | 1900           | Ли          |